# Vũ Artem
Vũ Artem (sinh năm 1996) là một vận động viên quần vợt Việt Nam gốc Ukraina từng đại diện cho Việt Nam tại Davis Cup.

## Sự nghiệp thể thao
Vũ Artem là con út trong một gia đình có bố là người Việt và mẹ là người Ukraina, bắt đầu tiếp xúc với trái banh nỉ từ năm 4 tuổi, theo học tại câu lạc bộ Antei Sport (nơi khởi đầu của Andrey Medvedov). Năm 2011, lọt vào danh sách 14 tay vợt xuất sắc nhất của Ukraine. Năm 2014, Vũ Artem trở về Việt Nam để phát triển sự nghiệp quần vợt và gia nhập đội Becamex Bình Dương. Vũ Artem trở thành một trường hợp tiêu biểu cho những tay vợt Việt kiều trở về Việt Nam để thi đấu như Nguyễn Marshall David, Tiffany Nguyễn, Daniel Nguyễn, Lian Trần, Demi Trần,... Cùng năm, Artem được tạo điều kiện tập trung cùng đội tuyển đội tuyển quốc gia, nhưng chưa thể thi đấu do chưa có quốc tịch Việt Nam.
Năm 2015, Vũ Artem gây được sự chú ý khi tham gia chương trình truyền hình Không giới hạn - Sasuke Việt Nam. Tại Giải các cây vợt xuất sắc tổ chức cuối năm, Artem đạt được thành tích tốt. Năm 2016, Vũ Artem được Tổng cục Thể dục thể thao triệu tập lên đội tuyển quốc gia tham dự Davis Cup.